# Симонс, Ева
Ева Симонс (нидерл. Eva Simons, род. 25 апреля 1984 года, Амстердам) — голландская певица.
Обрела популярность в 2004 году после победы в нидерландской версии реалити-шоу музыкальных исполнителей конкурса Popstars, в составе музыкальной группы Raffish. В 2009 году начала сольную карьеру, обрела мировую популярность после размещения в сети интернет сингла Silly Boy, который впоследствии поднялся на лидирующие позиции в ряде национальных музыкальных чартов.

## Юность
Ева выросла в Амстердаме в семье музыкантов. Отец — пианист, а мать — Ингрид Симонс, бэк-певица и вокалистка суринамского происхождения, работавшая с диджеем Полом Элстаком и T-Spoon. Её дед был известным нидерландским аккордеонистом Джонни Мейером. Симонс обучалась классической игре на пианино и писала композиции, когда она была ребёнком, с 13 лет заключила контракт с лейблом. Будучи подростком пела в группе Jody's Kids. Является выпускницей Амстердамской консерватории.

## Карьера

### 2009 г. — по наст.время: «Silly Boy» и дебютный альбом
В 2009 году песня Евы «Silly Boy» завоевала популярность в интернете. Песня стала популярной, получила более 45 миллионов просмотров. После этого успеха, она подписала контракт со всемирно-известной компанией EMI.
В середине 2010 года, Ева и Майк Гамильтон (также известный как писатель команды Topline Ink) написали песню «Take Over Control». Они взяли идею у DJ Afrojack, который продюсировал хит, сингл провёл 6 недель в Billboard Top Dance Airplay Chart.
20 марта 2012 года состоялась премьера ее нового сингла «I Don't Like You», который был выпущен 26 марта под лейблом Interscope Records. Трек был спродюсирован диджеем Zedd. В мае 2012 года она выступила в туре LMFAO. 24 июля 2012 года Симонс выпустила свой второй сингл «Renegade». 14 мая 2012 will.i.am выпустил сингл «This Is Love» совместно с Симонс. Песня заняла 1-ю строчку чартов во многих странах, включая Великобританию, и вошла в топ-10 в других странах. В октябре того же года Симонс получила премию BMI Songwriting Award за песню «Take Over Control».
21 и 22 апреля 2013 года Симонс поддержала Бейонсе в ее мировом турне The Mrs. Carter Show World Tour в Нидерландах. 22 марта 2013 года был выпущен сингл «Chemistry».
28 января 2014 года она выпустила ремикс на трек Мартина Гаррикса «Animals». В июне 2014 года она вышла замуж за своего давнего друга, Сидни Самсона в Амстердаме. Тем же летом Симонс дебютировала в качестве актрисы в голландском фильме «Heksen Bestaan Niet».
10 апреля 2015 года певица выпустила сингл под названием «Policeman», спродюсированный Сидни Самсоном. 23 ноября 2015 года Симонс выпустила сингл под названием «Bludfire».
17 июля 2017 года она выпустила сингл «Guaya», а 6 апреля 2018 года вышел сингл под названием «The One». 25 января 2019 года она выпустила сингл «Like That» на лейбле Spinnin' Records.

## Дискография

### Синглы
- 2009: Silly Boy
- 2010: Pass Out (при участии Криса Брауна)
- 2010: Take Over Control (при участии Afrojack)
- 2012: This Is Love (при участии will.i.am)
- 2015: Policeman
- 2015: Bludfire (при участии Sidney Samson)
- 2016: Escape From Love (при участии Sidney Samson)
- 2016: Caribbean Rave
- 2016: Heartbeat
- 2017: Guaya
- 2017: Avalon
- 2018: The One
- 2018: Like That